# Anna Gawłowska
Anna Gawłowska (ur. 6 czerwca 1913 w Cieszynie, zm. 19 lipca 2024) – polska superstulatka.

## Życiorys
Urodziła się 6 czerwca 1913 roku w Cieszynie, leżącym wówczas na terytorium Austro-Węgier. Miała czworo rodzeństwa – dwóch braci i dwie siostry. W 1936 poślubiła Rudolfa Gawłowskiego z którym doczekała się syna i córki. Od 1947 mieszkali w Czerwionce-Leszczynach. 
W trakcie pandemii COVID-19, wzięła udziała w akcji promującej szczepienia przeciwko COVID.
Jej wiek został potwierdzony przez Gerontology Research Group (GRG). Najstarszą żyjącą osobą w Polsce stała się po śmierci Józefy Ciesielskiej. W momencie poprzedzającym śmierć była siedemnastą osobą w historii Polski i drugą w województwie śląskim, która osiągnęła wiek 111 lat. Po jej śmierci najstarszą osobą żyjącą w Polsce została Helena Michalik.